# Маморе

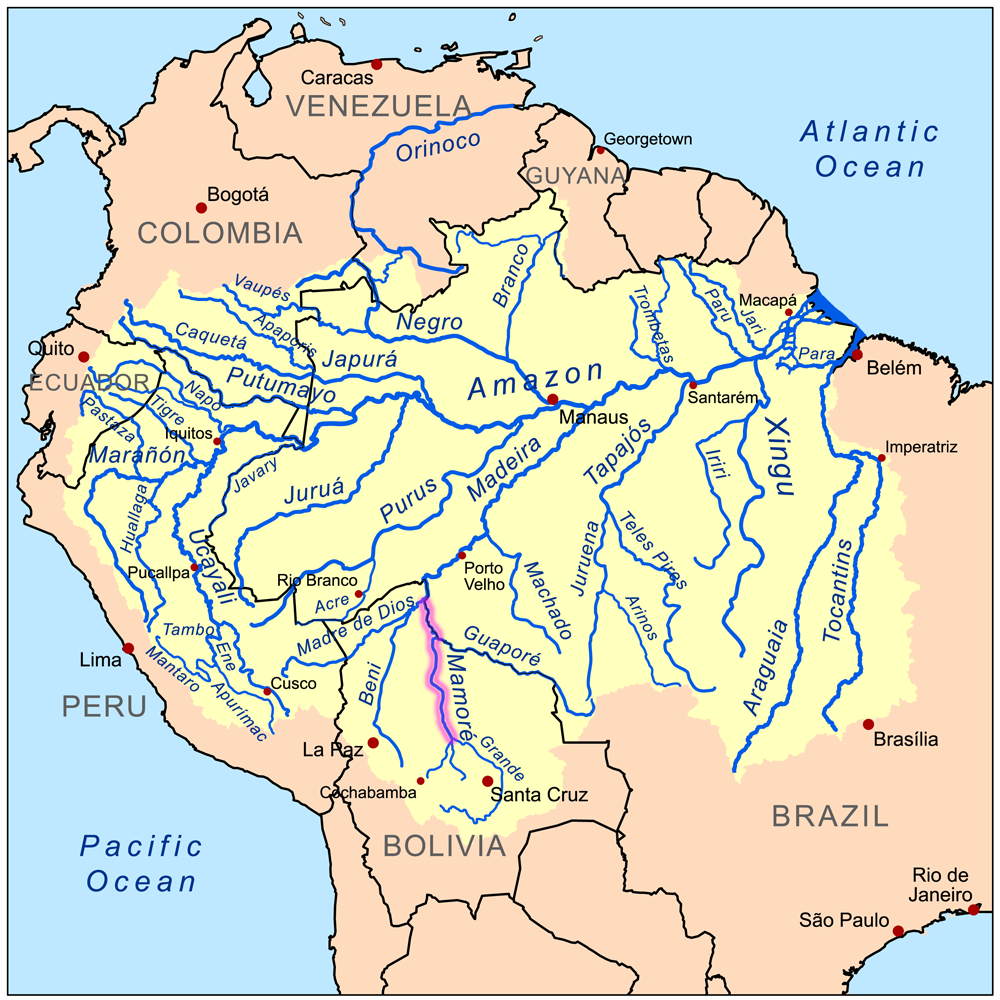

Маморе́ (порт. Rio Mamoré) — река в Южной Америке, протекает по территории Бразилии и по границе Бразилии с Боливией. Длина реки составляет около 2300 км. Площадь бассейна 620 000 км². Среднегодовой расход воды 8100 м³/с.

## Описание
Основная составляющая реки — Рио-Гранде — начинается в центральных районах Боливии при слиянии нескольких рек (Кайне, Миске и других), берущих начало в восточных хребтах Центральных Анд, в департаменте Кочабамба. Маморе образуется после слияния Рио-Гранде с реками Якакани, Ичило и Чапаре. Протекает в северном направлении через саванны и саванновые леса. В нижнем течении по реке проходит государственная граница Боливии и Бразилии. У г. Вилья-Велья Маморе, сливаясь с Бени, образует реку Мадейра.
Река питается дождевыми водами. С февраля по апрель происходят разливы, подъём воды достигает 8 м в месте впадения реки Гуапоре. Во время половодья междуречье Маморе и Гуапоре площадью 120 тыс. км² затопляется.
В нижнем течении Маморе и её притоки порожисты, это препятствует судоходству. Река судоходна для небольших судов в низовьях, между городами Гуажара-Мирин и Икеронес.
В обход порогов в 1913 году была построена железная дорога длиной 336 км, идущая от Гуджара-Мирима на границе с Боливией до Порту-Велью в Бразилии, что обеспечило Боливии выход к Атлантике.